# 震災倒産
震災倒産（しんさいとうさん）とは震災を原因として企業が倒産するということ。特に東日本大震災では数多くの企業が震災倒産となっており、2012年3月7日の時点で倒産件数は645件、負債総額は8964億円。阪神・淡路大震災発生後の一年後と比較してみれば倒産件数は約3,3倍、負債総額は約15倍に上るとの事。建設、製造、宿泊での倒産件数が特に多く、今後更に増えていく見込みである。